# Велика Буковица (Травник)
Велика Буковица је насељено место у Босни и Херцеговини, у општини Травник. Административно припада Федерацији Босне и Херцеговине, односно њеном Средњобосанском кантону. Према попису становништва из 2013. у насељу је било 99 становника, а већинску популацију чинили су Хрвати и Бошњаци.

## Становништво
По последњем службеном попису становништва из 1991. године у овом насељу живело је 235 становника, а село је било етнички хетерогено са мешовитом хрватско-бошњачком популацијом.
| Националност | 2013.       | 1991.        | 1981.        | 1971.        |
| Бошњаци      | 71 (71,72%) | 102 (43,40%) | 95 (38,46%)  | 99 (41,08%)  |
| Хрвати       | 28 (28,28%) | 132 (56,17%) | 151 (61,13%) | 141 (58,51%) |
| остали       | —           | 1 (0,43%)    | 1 (0,40%)    | 1 (0,41%)    |
| Укупно       | 99          | 235          | 247          | 241          |